# Lista de jogadores da MLB que rebateram pelo ciclo
No beisebol, rebater pelo ciclo significa que um jogador rebateu uma simples, uma dupla, uma tripla e um home run no mesmo jogo Conseguir as rebatidas nesta ordem é conhecido como "ciclo natural", o que ocorreu 14 vezes na Major League Baseball (MLB). Por outro lado, temos o "ciclo reverso" quando as rebatidas ocorrem na ordem inversa, o que aconteceu seis vezes na história da MLB. O ciclo, por si só, é raro na MLB, ocorrendo 330 vezes desde que Curry Foley conseguiu o primeiro ciclo em 1882. Em termos de frequência, o ciclo é tão comum como o no-hitter. A revista Baseball Digest o chama de "uma das raras proezas no beisebol". Atualmente apenas um time da Major League Baseball nunca teve um jogador que rebateu pelo ciclo: o Miami Marlins.
O maior número de ciclos conseguido por um jogador na Major League Baseball é três, e quatro jogadores conseguiram tal feito; John Reilly foi o primeiro a rebater pelo ciclo por três vezes, o terceiro em 6 de Agosto de 1890, depois de rebater seus dois primeiros em uma semana (12 de Setembro e 19 de Setembro de 1883) pelo Cincinnati Reds. Bob Meusel se tornou o segundo homem a completar três ciclos, jogando pelo New York Yankees; seu primeiro aconteceu em 7 de Maio de 1921, o seguinte em 3 de Julho de 1922, e o ciclo final em 28 de Julho de 1928. Babe Herman é o único jogador com três ciclos a completar a proeza em dois times diferentes - o Brooklyn Robins (18 de Maio e 24 de Julho de 1931) e o Chicago Cubs (30 de Setembro de 1933). Adrián Beltré é o mais recente nesta lista, rebatendo pelo ciclo pelo Seattle Mariners (1º de Setembro de 2008) antes de repetir a façanha duas vezes pelo Texas Rangers (24 de Agosto de 2012 e 3 de Agosto de 2015).  Beltré é o único jogador a completar todos três ciclos no mesmo estádio, o Globe Life Park in Arlington, com o primeiro ocorrendo como oponente do Texas Rangers.
O maior número de ciclos rebatidos em apenas uma temporada foi oito, o que aconteceu duas vezes: primeiro na temporada de 1933, e novamente na temporada de 2009; todos os oito ciclos em cada uma destas temporadas foi rebatido por jogadores diferentes. Múltiplos ciclos ocorreram no mesmo dia na história da  Major League Baseball por duas vezes: em 17 de Setembro de 1920, rebatido por Bobby Veach do Detroit Tigers e George Burns do  New York Giants; e novamente em 1º de Setembro de 2008 quando Stephen Drew do Arizona Diamondbacks e Adrián Beltré do Seattle Mariners. Reciprocamente, o mais longo período de tempo entre dois jogadores rebaterem pelo ciclo foi 5 anos, 1 mês e 10 dias, uma seca que durou desde o ciclo de Bill Joyce em 1896 até o ciclo de Harry Davis em 1901. Três jogadores - John Olerud, Bob Watson e Michael Cuddyer - rebateram pelo ciclo tanto na National League quanto pela American League. Três familiares também rebateram pelo ciclo: Gary Ward e Daryle Ward, conseguiram o feito em 1980 e 2004, respectivamente; assim como avô e neto: Gus e David Bell, o mais velho rebateu pelo ciclo em 1951, e o mais novo em 2004. e pai e filho Craig e Cavan Biggio em 2002 e 2019.
Dave Winfield e Mike Trout são o mais velho e mais novo jogadores a rebaterem pelo ciclo com idades de 39 e 21, respectivamente. Dos rebatedores de múltiplos ciclos, Aaron Hill detém o recorde de mais curto período de tempo entre dois ciclos, apenas 11 dias de intervalo em 2012. Christian Yelich é o único jogador a rebater pelo ciclo duas vezes na mesma temporada contra a mesma equipe, conseguindo o feito em um intervalo de 20 dias contra o Cincinnati Reds em 2018. Em 8 de outubro de 2018, Brock Holt do  Boston Red Sox rebateu pelo ciclo contra o New York Yankees no Jogo 3 da decisão da ALDS de 2018 — o primeiro ciclo na história da pós-temporada na Major League Baseball.

## Ciclos por Jogador

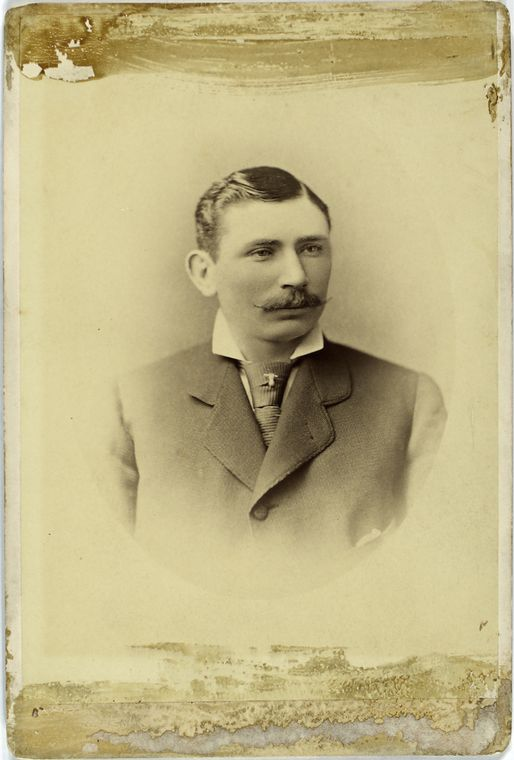
Curry Foley foi o primeiro jogador da história da Major League Baseball a rebater pelo ciclo.

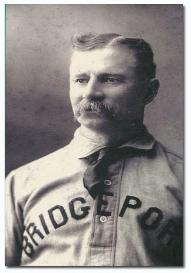
Jim O'Rourke é o mais antigo jogador que rebateu pelo ciclo a ser indicado para Baseball Hall of Fame.

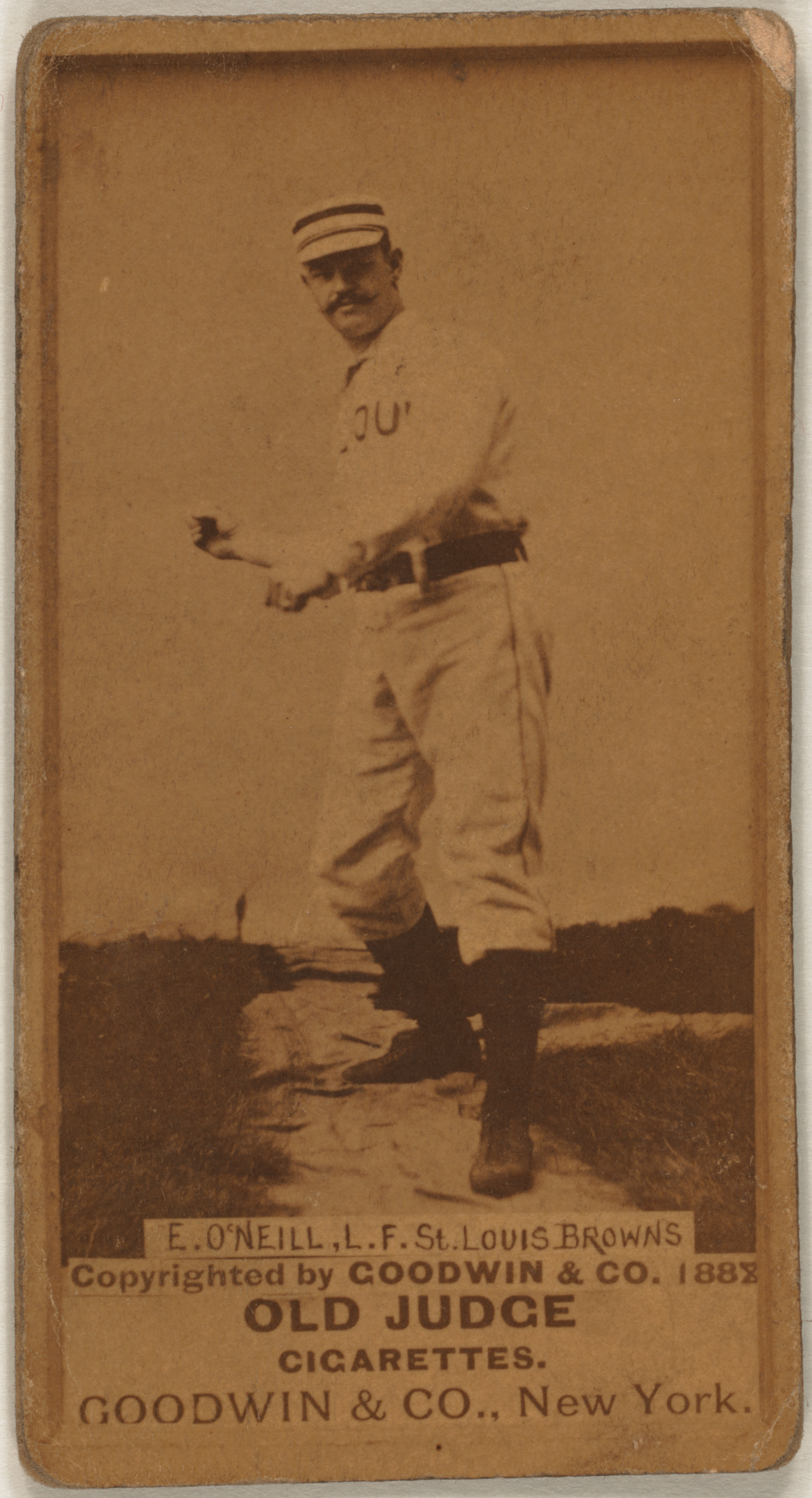
Em 7 de Maio de 1887, Tip O'Neill se tornou o segundo jogador a rebater múltiplos ciclos.

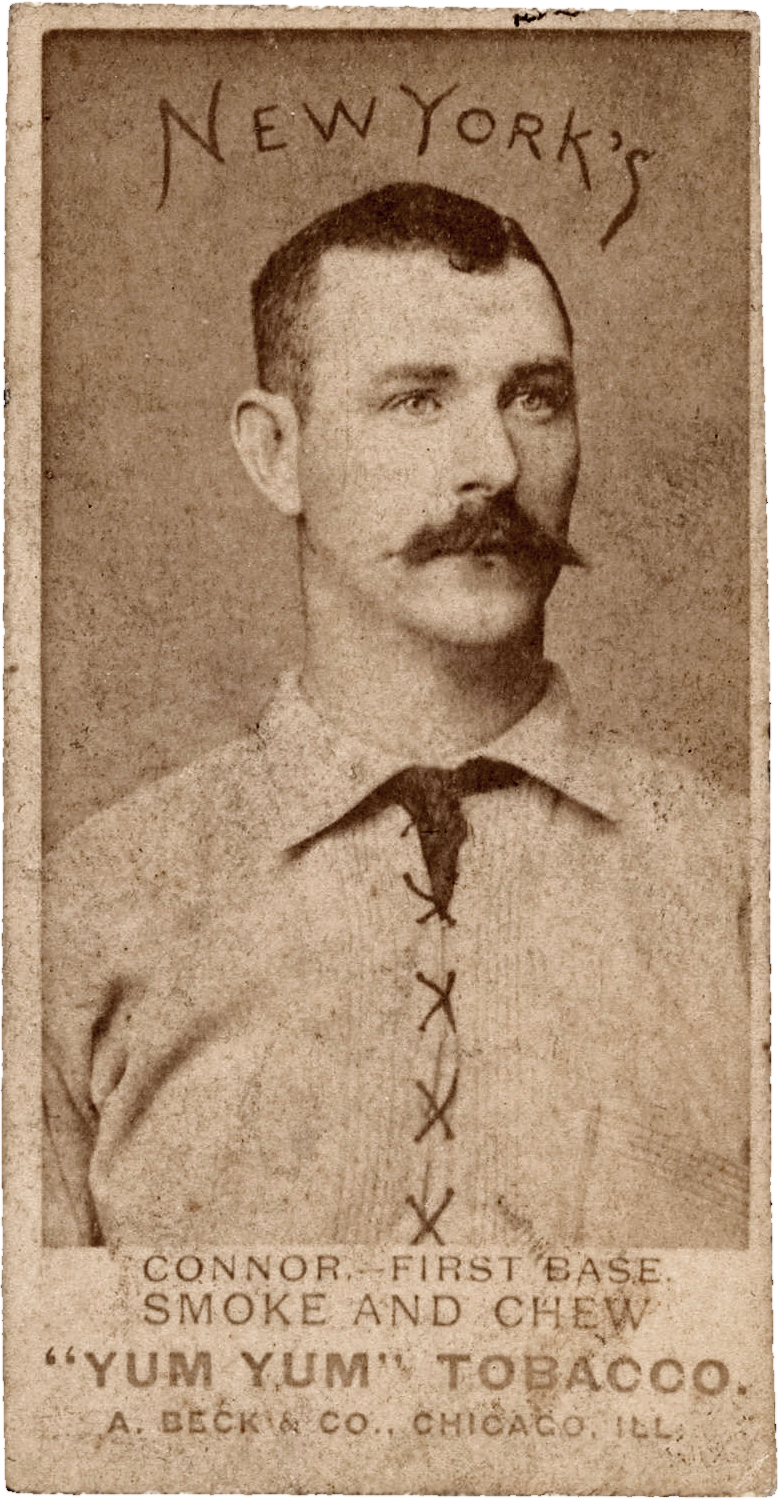
Roger Connor rebateu seu único ciclo na Players' League.

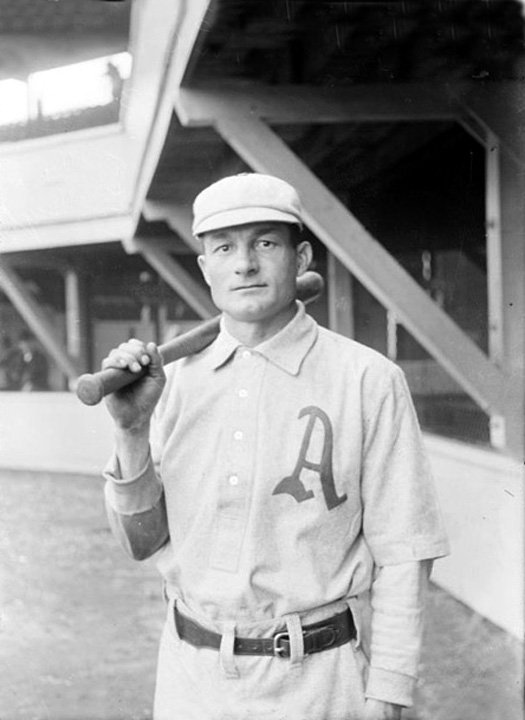
Lave Cross rebateu pelo ciclo contra o Brooklyn Bridegrooms (agora o Los Angeles Dodgers).

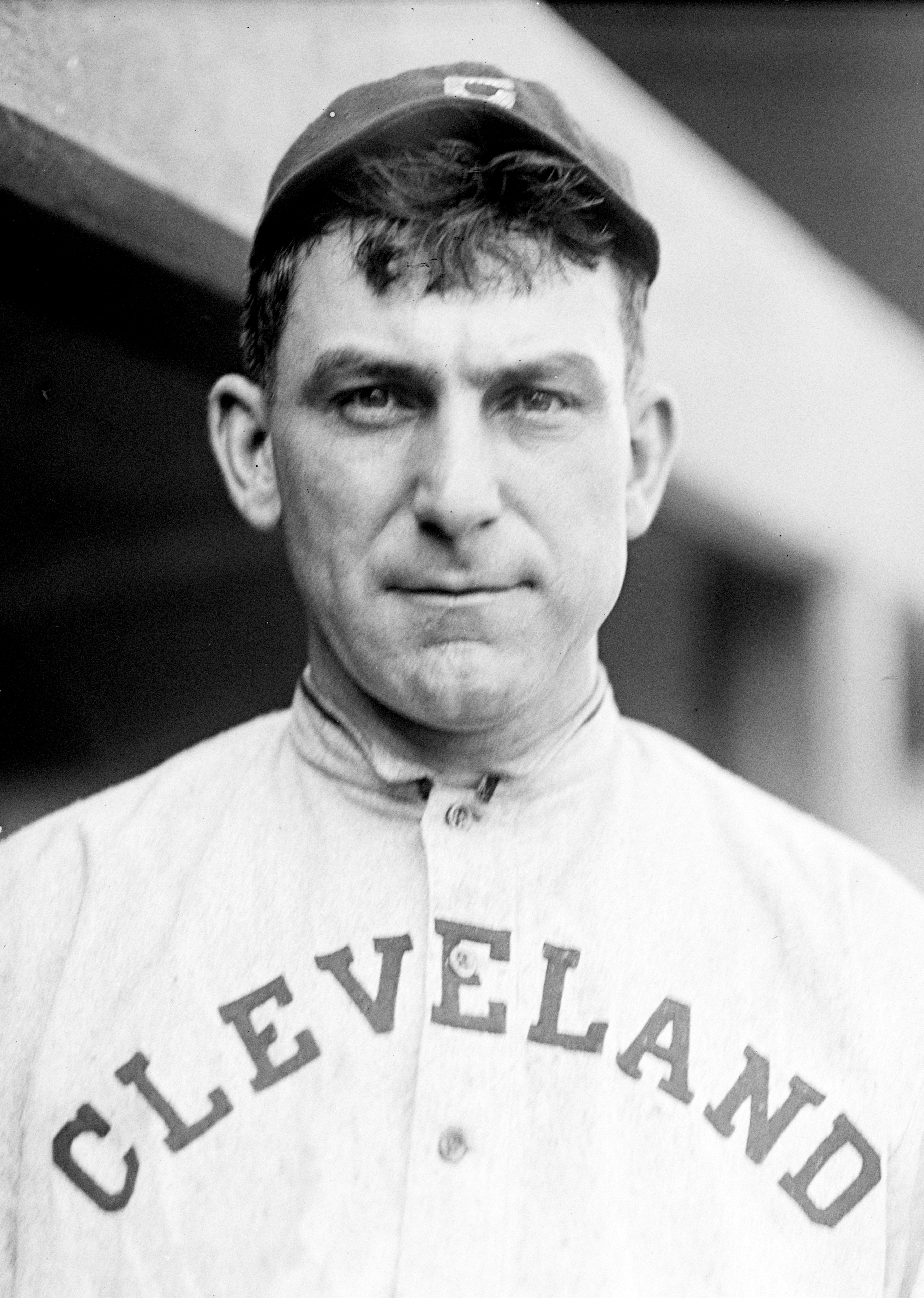
Integrante do Hall da Fama, Nap Lajoie rebateu pelo ciclo em 30 de Julho de 1901.

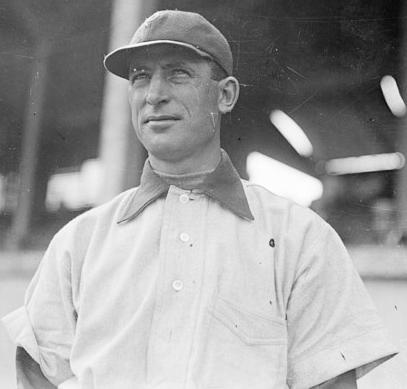
Os dois ciclos de Fred Clarke pelo Pirates vieram durante a era em que o time da cidade era soletrado "Pittsburg".

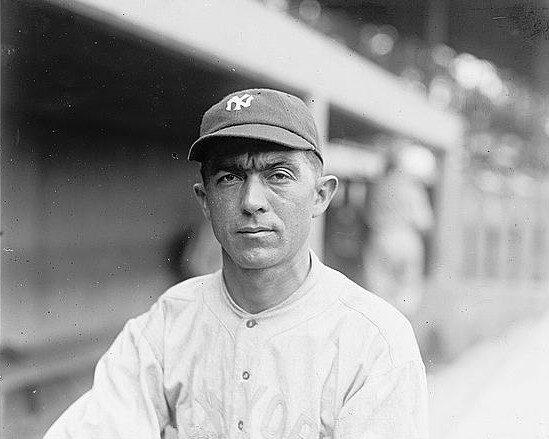
O ciclo de Frank "Home Run" Baker aconteceu contra o New York Highlanders em 1911, o único ciclo naquela temporada.

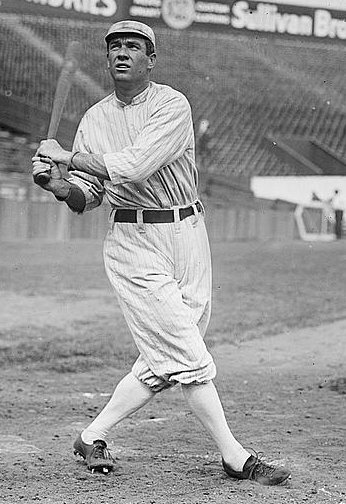
O ciclo de Baker foi seguido na temporada seguinte por Tris Speaker, jogando pelo Boston Red Sox.

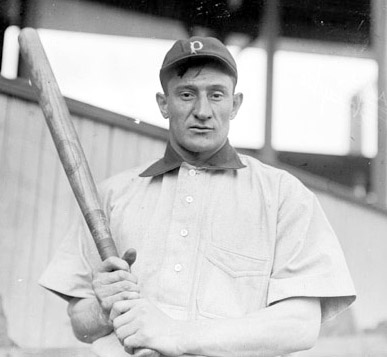
O ciclo de Honus Wagner foi o último da temporada de 1912.

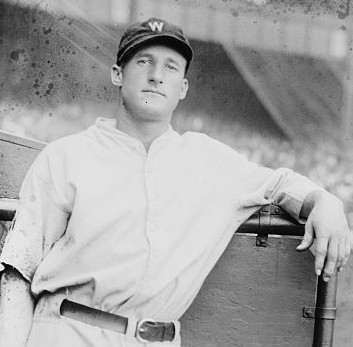
Goose Goslin rebateu pelo ciclo em 28 de Agosto de 1924 pelo Washington Senators.

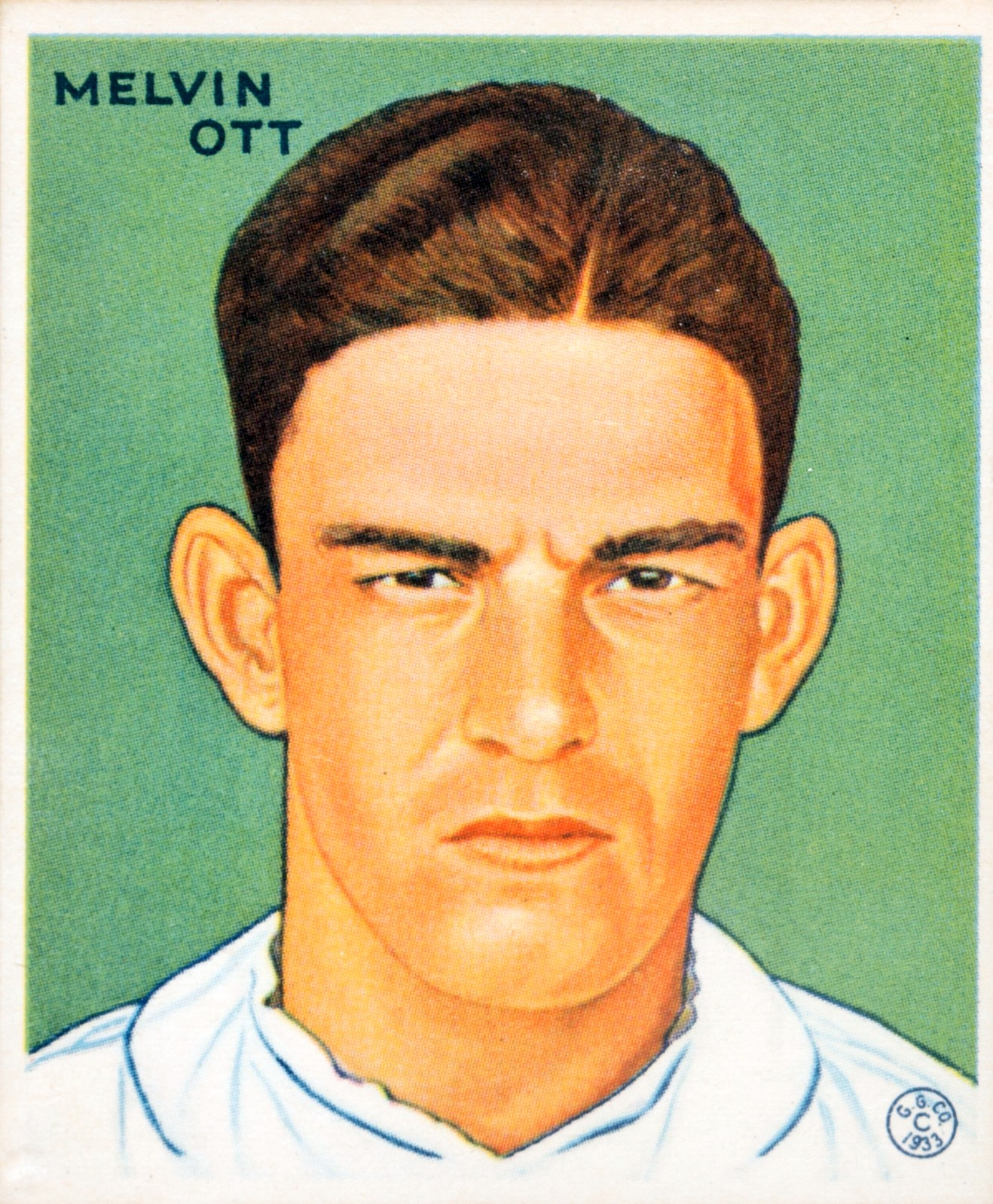
Em 1929, Mel Ott rebateu um dos três ciclos desta temporada.

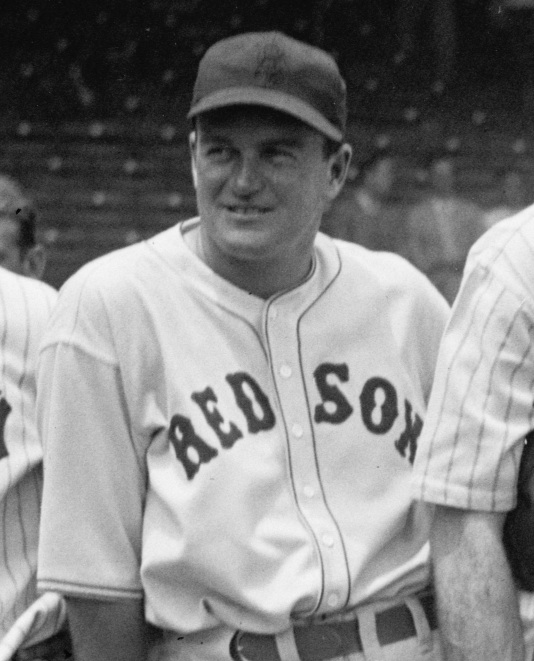
Os ciclos de Joe Cronin tiveram um intervalo de 11 temporadas: em 1929 e em 1940.

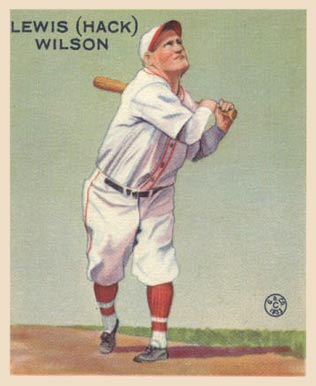
Integrante do Hall da Fama, Hack Wilson rebateu pelo ciclo em 23 de Junho de 1930.

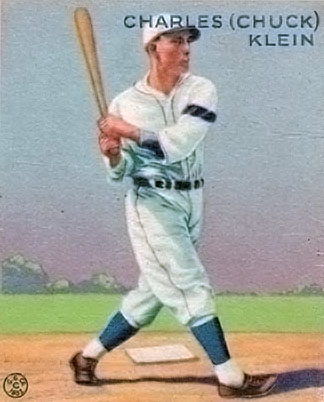
Chuck Klein rebateu o primeiro dos dois ciclos que ocorreram em Julho de 1931, também o primeiro de sua carreira; seu segundo aconteceu duas temporadas mais tarde.

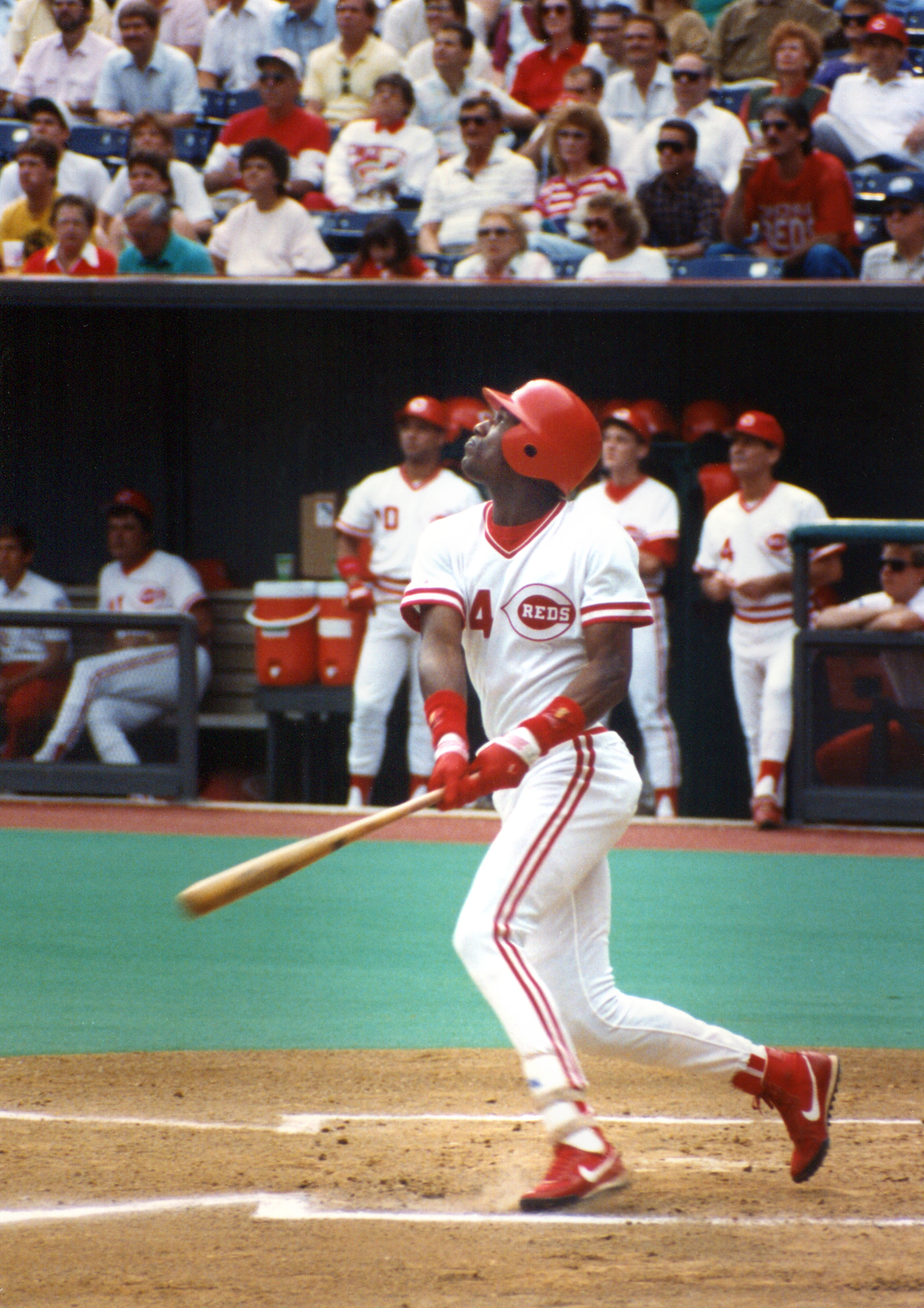
Eric Davis rebateu pelo ciclo em 1989.

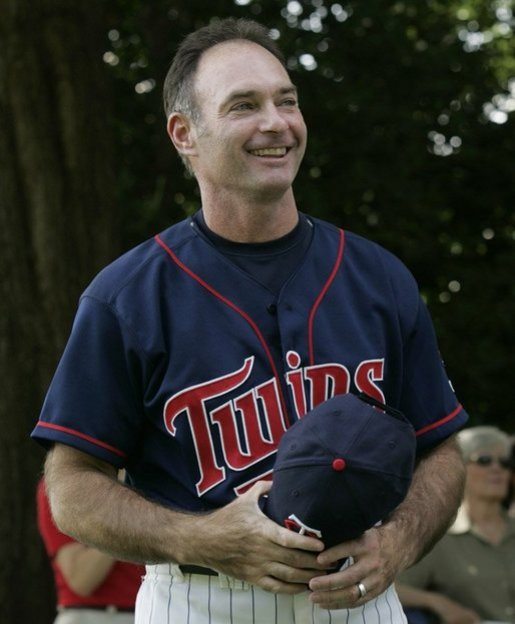
Paul Molitor rebateu pelo ciclo pelo Milwaukee Brewers antes de sua transição para a Liga Nacional.

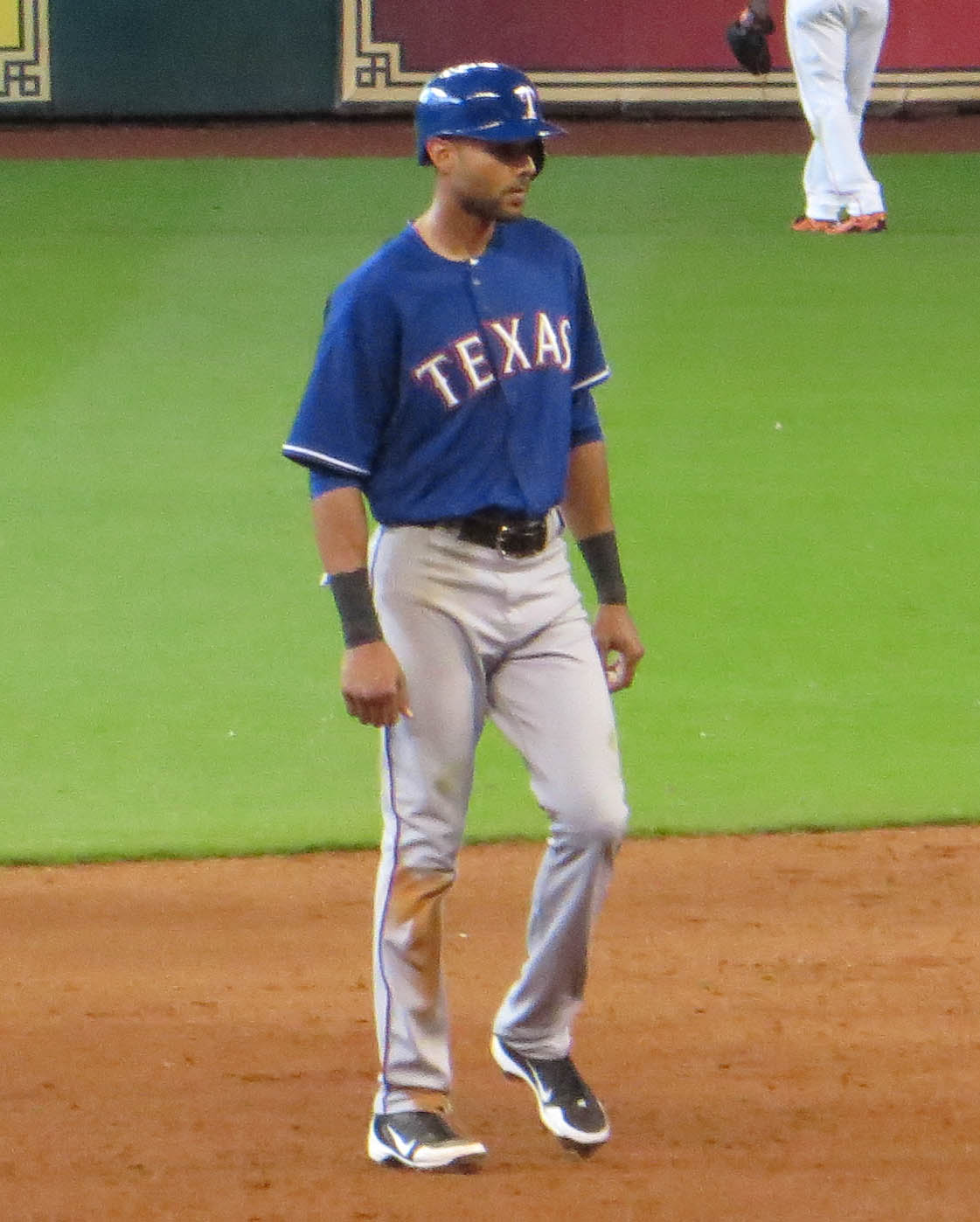
O campo direito do Texas Rangers, Alex Ríos rebateu pelo ciclo na Liga Americana em 2013.

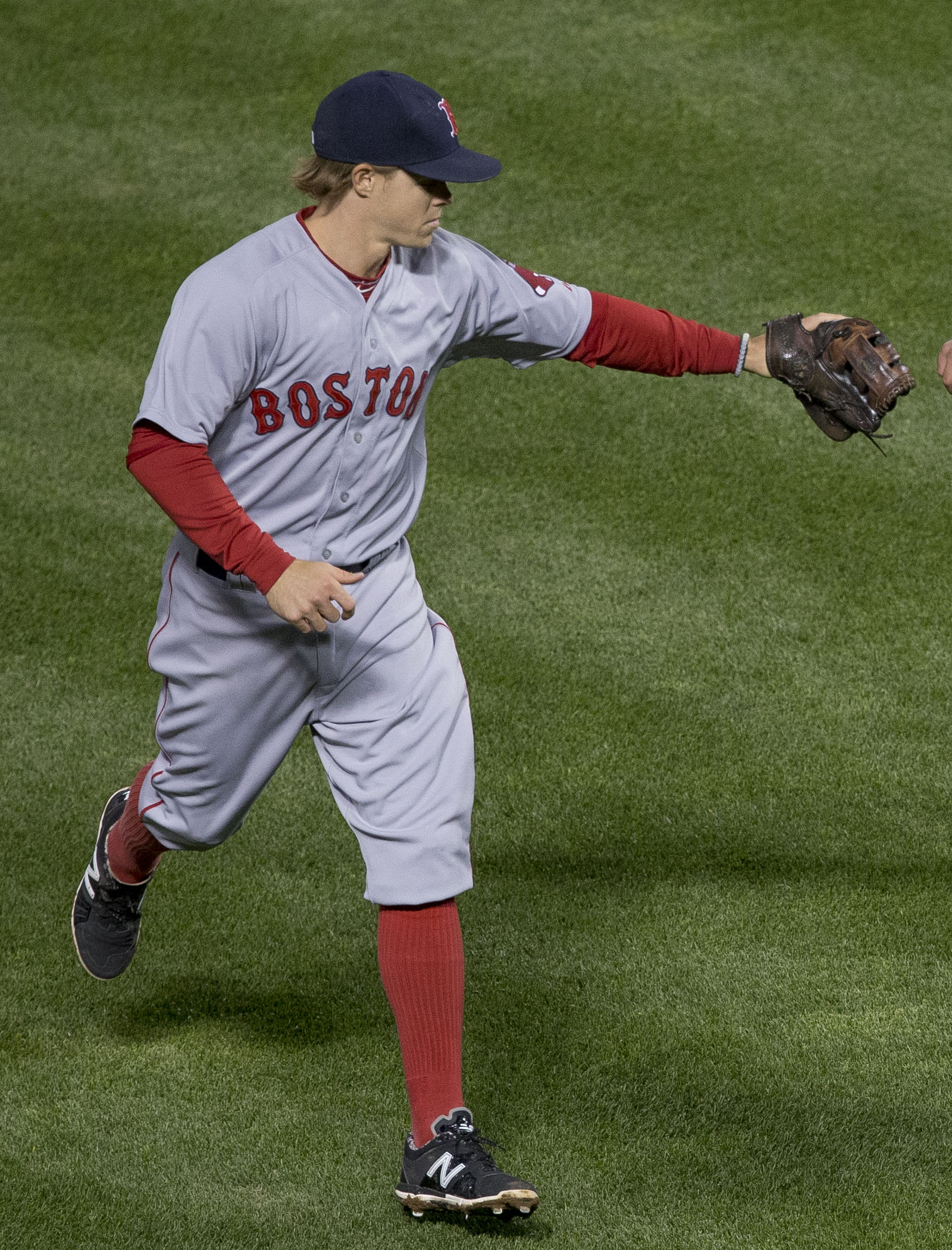
Brock Holt do Red Sox rebateu pelo ciclo em 2015.

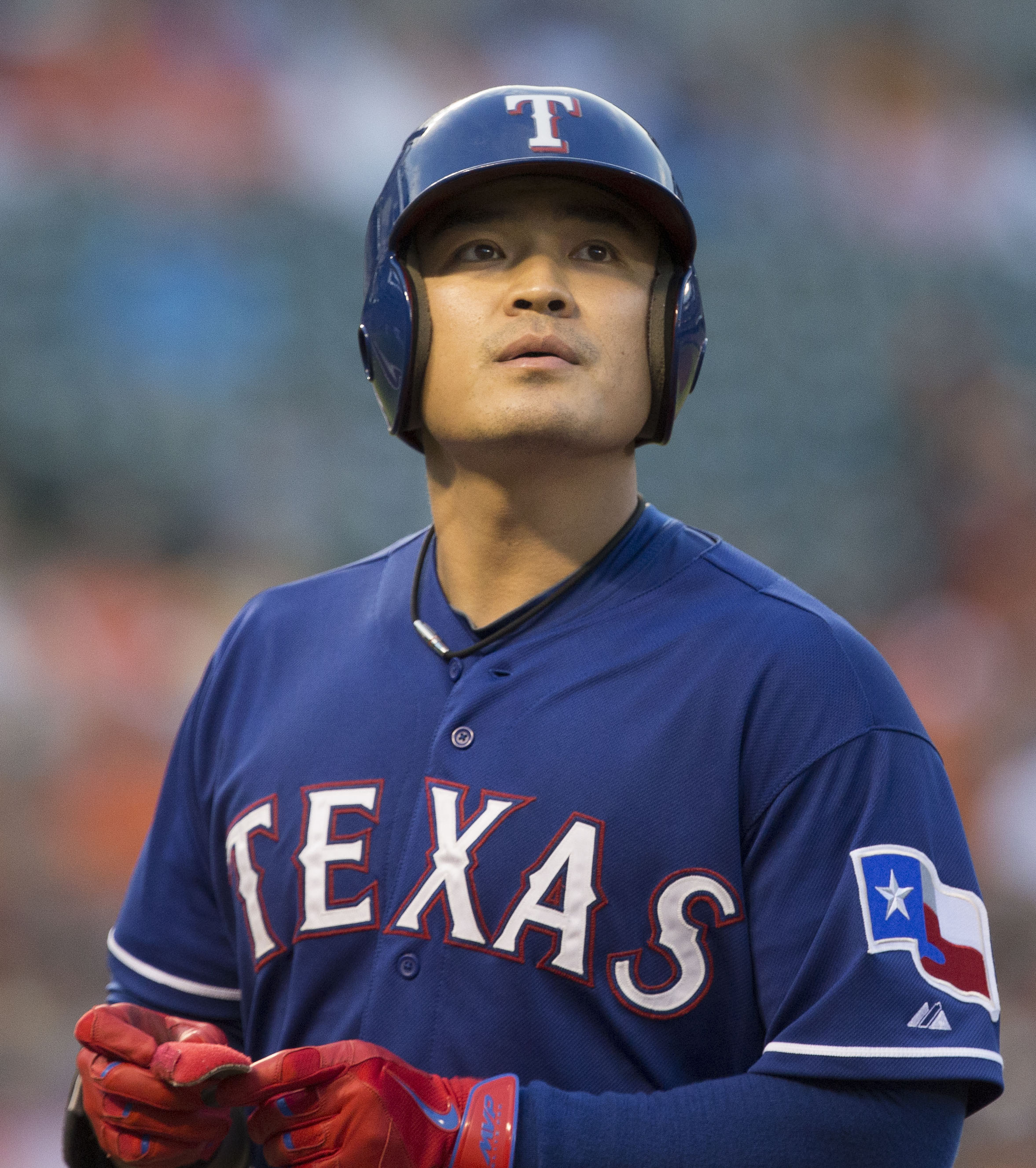
O defensor externo do Rangers Shin-Soo Choo rebateu pelo ciclo na Liga Americana em 2015 assim como seu companheiro de equipe Adrián Beltré que rebateu seu terceiro ciclo na carreira 13 dias mais tarde.

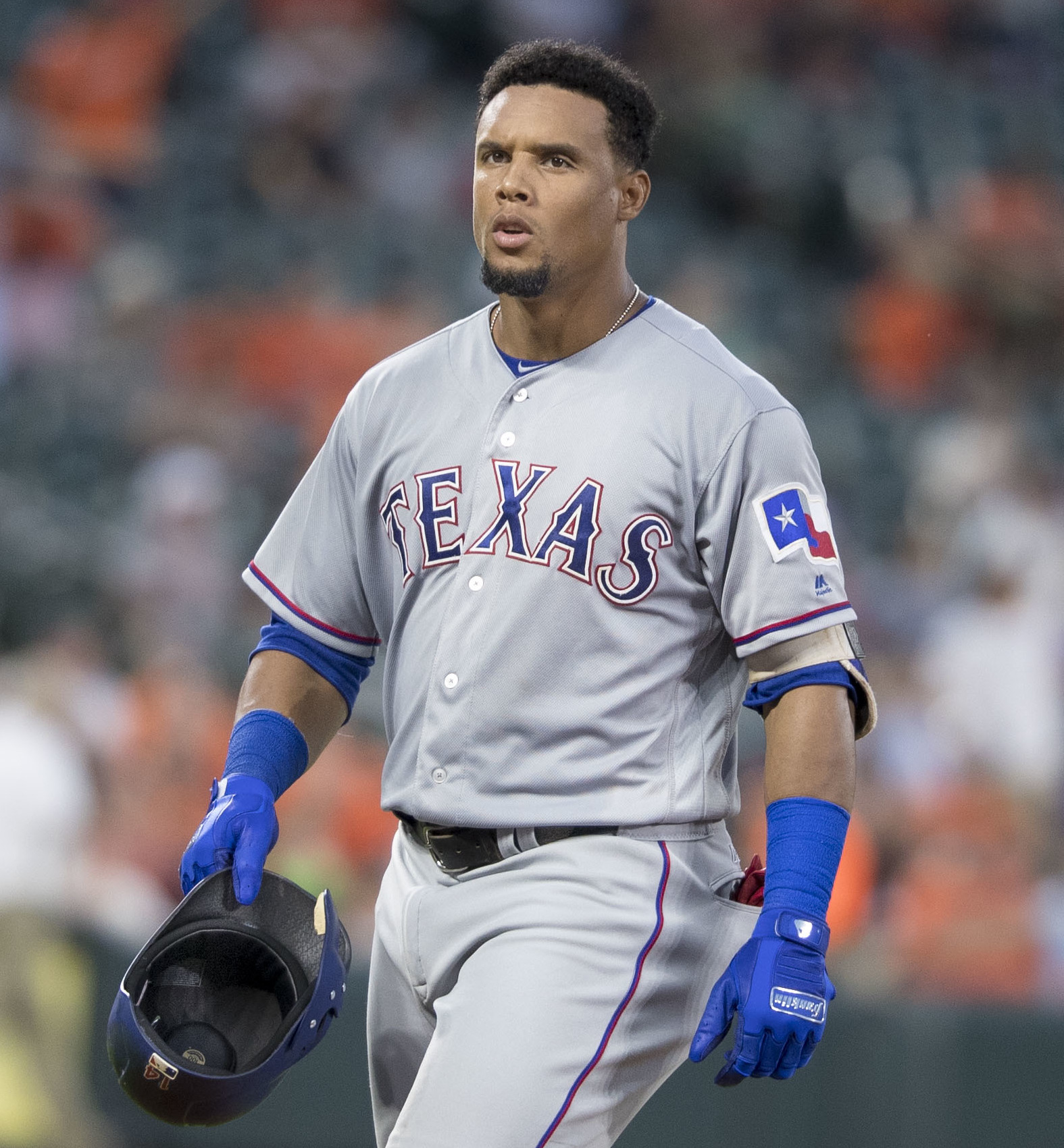
Carlos Gómez é o mais recente jogador a rebater pelo ciclo mais de uma vez.

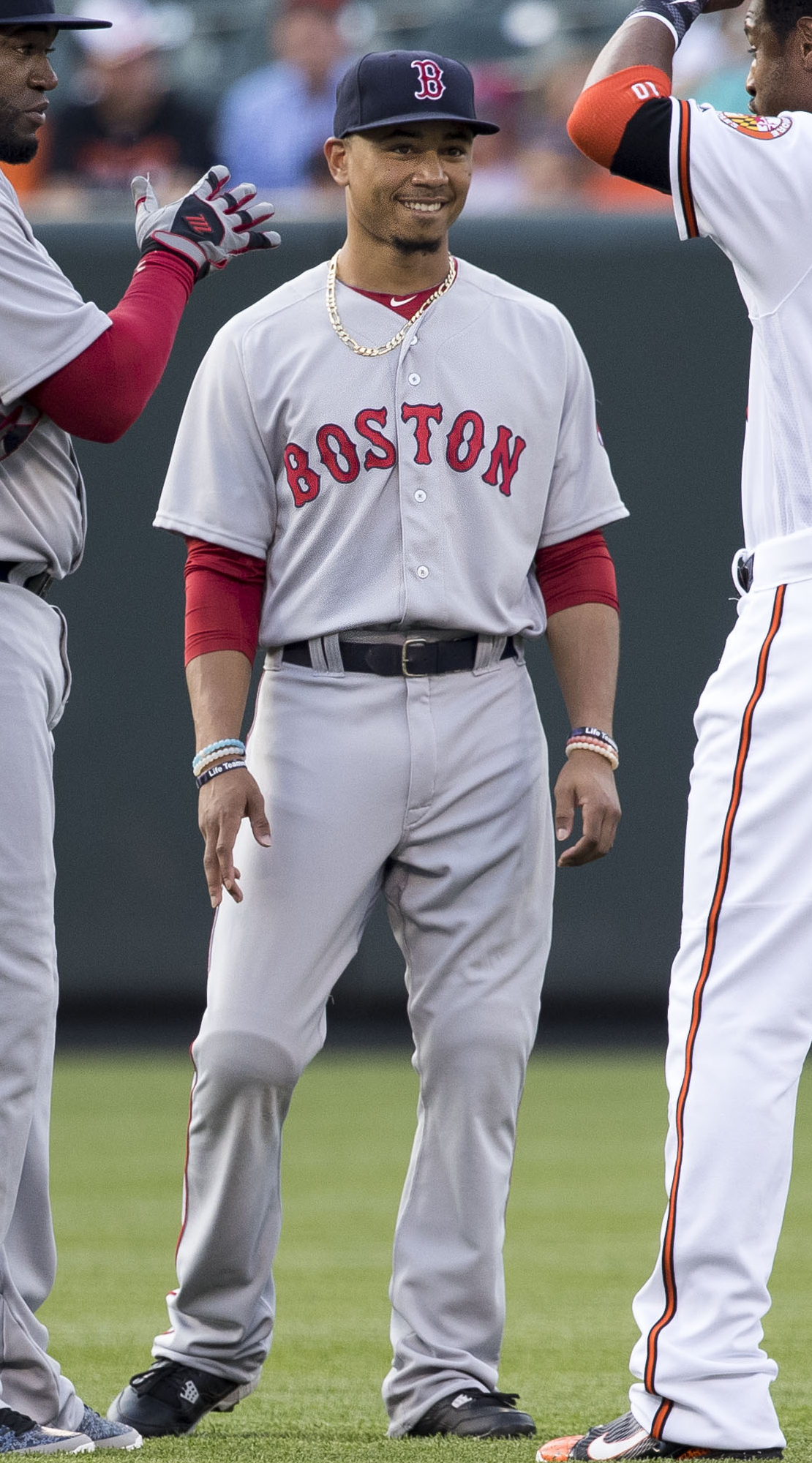
Mookie Betts do Boston Red Sox é o mais recente jogador a rebater pelo ciclo.

| *   | Jogador conseguiu um ciclo natural                                          |
| (x) | Número de ciclos atingidos naquele ponto (se um jogador atingiu mais de um) |
| †   | Introduzido na National Baseball Hall of Fame and Museum                    |

| Jogador                       | Data                   | Time                          | Liga                 | Oponente                      | Ref     |
| ----------------------------- | ---------------------- | ----------------------------- | -------------------- | ----------------------------- | ------- |
| Curry Foley                   | 25 de Maio de 1882     | Buffalo Bisons                | National League      | Cleveland Blues               | [ 15 ]  |
| Lon Knight                    | 30 de Julho de 1883    | Philadelphia Athletics        | Associação Americana | Pittsburgh Alleghenys         | [ 15 ]  |
| John Reilly (1)               | 12 de Setembro de 1883 | Cincinnati Reds               | Associação Americana | Pittsburgh Alleghenys         | [ 15 ]  |
| John Reilly (2)               | 19 de Setembro de 1883 | Cincinnati Reds               | Associação Americana | Philadelphia Athletics        | [ 15 ]  |
| Jim O'Rourke†                 | 16 de junho de 1884    | Buffalo Bisons                | National League      | Chicago White Stockings       | [ 15 ]  |
| Dave Orr (1)                  | 12 de Junho de 1885    | New York Metropolitans        | Associação Americana | St. Louis Brown Stockings     | [ 15 ]  |
| George Wood                   | 13 de Junho de 1885    | Detroit Wolverines            | National League      | Chicago White Stockings       | [ 15 ]  |
| Henry Larkin                  | 16 de Junho de 1885    | Philadelphia Athletics        | Associação Americana | Pittsburgh Alleghenys         | [ 15 ]  |
| Mox McQuery                   | 28 de Setembro de 1885 | Detroit Wolverines            | National League      | Providence Grays              | [ 15 ]  |
| Fred Dunlap                   | 24 de Maio de 1886     | St. Louis Maroons             | National League      | New York Gothams              | [ 15 ]  |
| Pete Browning (1)             | 8 de gosto de 1886     | Louisville Colonels           | Associação Americana | New York Metropolitans        | [ 15 ]  |
| Jack Rowe                     | 21 de Agosto de 1886   | Detroit Wolverines            | National League      | Chicago White Stockings       | [ 15 ]  |
| Chippy McGarr                 | 23 de Setembro de 1886 | Philadelphia Athletics        | Associação Americana | St. Louis Brown Stockings     | [ 15 ]  |
| Tip O'Neill (1)               | 30 de Abril de 1887    | St. Louis Brown Stockings     | Associação Americana | Cleveland Blues               | [ 15 ]  |
| Fred Carroll                  | 2 de Maio de 1887      | Pittsburgh Alleghenys         | National League      | Detroit Wolverines            | [ 15 ]  |
| Tip O'Neill (2)               | 7 de Maio de 1887      | St. Louis Brown Stockings     | National League      | Louisville Colonels           | [ 15 ]  |
| Dave Orr (2)                  | 10 de Agosto de 1887   | New York Metropolitans        | Associação Americana | Baltimore Orioles             | [ 15 ]  |
| Bid McPhee†                   | 26 de Agosto de 1887   | Cincinnati Red Stockings      | Associação Americana | Baltimore Orioles             | [ 15 ]  |
| Harry Stovey                  | 15 de Maio de 1888     | Philadelphia Athletics        | Associação Americana | Baltimore Orioles             | [ 15 ]  |
| Sam Barkley                   | 13 de Junho de 1888    | Kansas City Cowboys           | Associação Americana | Cincinnati Red Stockings      | [ 15 ]  |
| Jimmy Ryan (1)                | 28 de Julho de 1888    | Chicago White Stockings       | National League      | Detroit Wolverines            | [ 15 ]  |
| Mike Tiernan (1)              | 25 de Agosto de 1888   | New York Giants               | National League      | Philadelphia Quakers          | [ 15 ]  |
| Pete Browning (2)             | 7 de Junho de 1889     | Louisville Colonels           | Associação Americana | Philadelphia Athletics        | [ 15 ]  |
| Jack Glasscock                | 8 de Agosto de 1889    | Indianapolis Hoosiers         | National League      | New York Metropolitans        | [ 15 ]  |
| Larry Twitchell               | 15 de Agosto de 1889   | Cleveland Spiders             | National League      | Boston Beaneaters             | [ 15 ]  |
| Mike Tiernan (2)              | 28 de Junho de 1890    | New York Giants               | National League      | Cincinnati Reds               | [ 15 ]  |
| Bill Van Dyke                 | 5 de Julho de 1890     | Toledo Maumees                | Associação Americana | Syracuse Stars                | [ 15 ]  |
| Jumbo Davis                   | 18 de Julho de 1890    | Brooklyn Gladiators           | Associação Americana | Louisville Colonels           | [ 15 ]  |
| Roger Connor†                 | 21 de Julho de 1890    | New York Giants               | Players' League      | Buffalo Bisons                | [ 15 ]  |
| Oyster Burns                  | 1º de Agosto de 1890   | Brooklyn Bridegrooms          | National League      | Pittsburgh Alleghenys         | [ 15 ]  |
| John Reilly (3)               | 6 de Agosto de 1890    | Cincinnati Reds               | National League      | Pittsburgh Alleghenys         | [ 15 ]  |
| Farmer Weaver                 | 12 de Agosto de 1890   | Louisville Colonels           | Associação Americana | Syracuse Stars                | [ 15 ]  |
| Jimmy Ryan (2)                | 1º de Julho de 1891    | Chicago Colts                 | National League      | Cleveland Spiders             | [ 15 ]  |
| Abner Dalrymple               | 12 de Setembro de 1891 | Milwaukee Brewers             | Associação Americana | Washington Senators           | [ 15 ]  |
| Lave Cross                    | 24 de Abril de 1894    | Philadelphia Phillies         | National League      | Brooklyn Bridegrooms          | [ 15 ]  |
| Bill Hassamaer                | 13 de Junho de 1894    | Washington Senators           | National League      | St. Louis Brown Stockings     | [ 15 ]  |
| Sam Thompson†                 | 17 de Agosto de 1894   | Philadelphia Phillies         | National League      | Louisville Colonels           | [ 15 ]  |
| Tom Parrott                   | 28 de Setembro de 1894 | Cincinnati Reds               | National League      | New York Giants               | [ 15 ]  |
| Tommy Dowd                    | 16 de Agosto de 1895   | St. Louis Brown Stockings     | National League      | Louisville Colonels           | [ 15 ]  |
| Ed Cartwright                 | 30 de Setembro de 1895 | Washington Senators           | National League      | Boston Beaneaters             | [ 15 ]  |
| Herman Long                   | 9 de Maio de 1896      | Boston Beaneaters             | National League      | Louisville Colonels           | [ 15 ]  |
| Bill Joyce                    | 30 de Maio de 1896     | Washington Senators           | National League      | Pittsburg Pirates             | [ 15 ]  |
| Harry Davis                   | 10 de Julho de 1901    | Philadelphia Athletics        | American League      | Boston Americans              | [ 15 ]  |
| Fred Clarke† (1)              | 23 de Julho de 1901    | Pittsburg Pirates             | National League      | Cincinnati Reds               | [ 15 ]  |
| Nap Lajoie†                   | 30 de Julho de 1901    | Philadelphia Athletics        | American League      | Cleveland Blues               | [ 15 ]  |
| Fred Clarke† (2)              | 7 de Maio de 1903      | Pittsburg Pirates             | National League      | Cincinnati Reds               | [ 15 ]  |
| Buck Freeman                  | 21 de Junho de 1903    | Boston Red Sox                | American League      | Cleveland Naps                | [ 15 ]  |
| Patsy Dougherty               | 29 de Julho de 1903    | Boston Red Sox                | American League      | New York Highlanders          | [ 15 ]  |
| Bill Bradley                  | 24 de Setembro de 1903 | Cleveland Indians             | American League      | Washington Senators           | [ 15 ]  |
| Duff Cooley                   | 20 de Junho de 1904    | Boston Beaneaters             | National League      | Philadelphia Phillies         | [ 15 ]  |
| Sam Mertes                    | 4 de Outubro de 1904   | New York Giants               | National League      | St. Louis Cardinals           | [ 15 ]  |
| Johnny Bates                  | 26 de Abril de 1907    | Boston Doves                  | National League      | Brooklyn Superbas             | [ 15 ]  |
| Otis Clymer                   | 2 de Outubro de 1908   | Washington Senators           | American League      | New York Highlanders          | [ 15 ]  |
| Chief Wilson                  | 3 de Julho de 1910     | Pittsburg Pirates             | National League      | Cincinnati Reds               | [ 15 ]  |
| Danny Murphy                  | 25 de Agosto de 1910   | Philadelphia Athletics        | American League      | St. Louis Browns              | [ 15 ]  |
| Bill Collins*                 | 6 de Outubro de 1910   | Boston Doves                  | National League      | Philadelphia Phillies         | [ 15 ]  |
| Frank Baker†                  | 3 de Julho de 1911     | Philadelphia Athletics        | American League      | New York Highlanders          | [ 15 ]  |
| Tris Speaker†                 | 9 de Junho de 1912     | Boston Red Sox                | American League      | St. Louis Browns              | [ 15 ]  |
| Chief Meyers                  | 10 de Junho de 1912    | New York Giants               | National League      | Chicago Cubs                  | [ 15 ]  |
| Bert Daniels                  | 25 de Julho de 1912    | New York Highlanders          | American League      | Chicago White Sox             | [ 15 ]  |
| Honus Wagner†                 | 22 de Agosto de 1912   | Pittsburgh Pirates            | National League      | New York Giants               | [ 15 ]  |
| Ed Lennox                     | 6 de Maio de 1914      | Pittsburgh Rebels             | Federal League       | Kansas City Packers           | [ 15 ]  |
| Heinie Groh                   | 5 de Julho de 1915     | Cincinnati Reds               | National League      | Chicago Cubs                  | [ 15 ]  |
| Cliff Heathcote               | 13 de Junho de 1918    | St. Louis Cardinals           | National League      | Philadelphia Phillies         | [ 16 ]  |
| George Sisler† (1)            | 8 de Agosto de 1920    | St. Louis Browns              | American League      | Washington Senators           | [ 17 ]  |
| George Burns                  | 17 de Setembro de 1920 | New York Giants               | National League      | Pittsburgh Pirates            | [ 18 ]  |
| Bobby Veach                   | 17 de Setembro de 1920 | Detroit Tigers                | American League      | Boston Red Sox                | [ 19 ]  |
| Bob Meusel (1)                | 7 de Maio de 1921      | New York Yankees              | American League      | Washington Senators           | [ 20 ]  |
| Dave Bancroft†                | 1º de Junho de 1921    | New York Giants               | National League      | Philadelphia Phillies         | [ 21 ]  |
| George Sisler† (2)            | 13 de Agosto de 1921   | St. Louis Browns              | American League      | Detroit Tigers                | [ 22 ]  |
| Dave Robertson                | 30 de Agosto de 1921   | Pittsburgh Pirates            | National League      | Brooklyn Robins               | [ 23 ]  |
| Ross Youngs†                  | 29 de Abril de 1922    | New York Giants               | National League      | Boston Braves                 | [ 24 ]  |
| Jimmy Johnston                | 25 de Maio de 1922     | Brooklyn Robins               | National League      | Philadelphia Phillies         | [ 25 ]  |
| Ray Schalk†                   | 27 de Junho de 1922    | Chicago White Sox             | American League      | Detroit Tigers                | [ 26 ]  |
| Bob Meusel (2)                | 3 de Julho de 1922     | New York Yankees              | American League      | Philadelphia Athletics        | [ 27 ]  |
| Pie Traynor†                  | 7 de Julho de 1923     | Pittsburgh Pirates            | National League      | Philadelphia Phillies         | [ 28 ]  |
| Baby Doll Jacobson            | 17 de Abril de 1924    | St. Louis Browns              | American League      | Chicago White Sox             | [ 29 ]  |
| Goose Goslin†                 | 28 de Agosto de 1924   | Washington Senators           | American League      | New York Yankees              | [ 30 ]  |
| Kiki Cuyler†                  | 4 de Junho de 1925     | Pittsburgh Pirates            | National League      | Philadelphia Phillies         | [ 31 ]  |
| Max Carey†                    | 20 de Junho de 1925    | Pittsburgh Pirates            | National League      | Brooklyn Robins               | [ 32 ]  |
| Roy Carlyle                   | 21 de Julho de 1925    | Boston Red Sox                | American League      | Chicago White Sox             | [ 33 ]  |
| Bob Fothergill*               | 26 de Setembro de 1926 | Detroit Tigers                | American League      | Boston Red Sox                | [ 34 ]  |
| Jim Bottomley†                | 15 de Julho de 1927    | St. Louis Cardinals           | National League      | Philadelphia Phillies         | [ 35 ]  |
| Cy Williams                   | 5 de Agosto de 1927    | Philadelphia Phillies         | National League      | Pittsburgh Pirates            | [ 36 ]  |
| Bill Terry†                   | 29 de Maio de 1928     | New York Giants               | National League      | Brooklyn Robins               | [ 37 ]  |
| Bob Meusel (3)                | 26 de Julho de 1928    | New York Yankees              | American League      | Detroit Tigers                | [ 38 ]  |
| Mel Ott†                      | 16 de Maio de 1929     | New York Giants               | National League      | Boston Braves                 | [ 39 ]  |
| Oscar Melillo                 | 23 de Maio de 1929     | St. Louis Browns              | American League      | Cleveland Indians             | [ 40 ]  |
| Joe Cronin† (1)               | 2 de Setembro de 1929  | Washington Senators           | American League      | Boston Red Sox                | [ 41 ]  |
| Freddie Lindstrom†            | 8 de Maio de 1930      | New York Giants               | National League      | Pittsburgh Pirates            | [ 42 ]  |
| Hack Wilson†                  | 23 de Junho de 1930    | Chicago Cubs                  | National League      | Philadelphia Phillies         | [ 43 ]  |
| Chick Hafey†                  | 21 de Agosto de 1930   | St. Louis Cardinals           | National League      | Philadelphia Phillies         | [ 44 ]  |
| Babe Herman (1)               | 18 de Maio de 1931     | Brooklyn Robins               | National League      | Cincinnati Reds               | [ 45 ]  |
| Chuck Klein† (1)              | 1º de Julho de 1931    | Philadelphia Phillies         | National League      | Chicago Cubs                  | [ 46 ]  |
| Babe Herman (2)               | 24 de julho de 1931    | Brooklyn Robins               | National League      | Pittsburgh Pirates            | [ 47 ]  |
| Tony Lazzeri*†                | 3 de Junho de 1932     | New York Yankees              | American League      | Philadelphia Athletics        | [ 48 ]  |
| Mickey Cochrane† (1)          | 22 de Julho de 1932    | Philadelphia Athletics        | American League      | Washington Senators           | [ 49 ]  |
| Pepper Martin                 | 5 de Maio de 1933      | St. Louis Cardinals           | National League      | Philadelphia Phillies         | [ 50 ]  |
| Chuck Klein† (2)              | 26 de Maio de 1933     | Philadelphia Phillies         | National League      | St. Louis Cardinals           | [ 51 ]  |
| Arky Vaughan† (1)             | 24 de Junho de 1933    | Pittsburgh Pirates            | National League      | Brooklyn Dodgers              | [ 52 ]  |
| Mickey Cochrane† (2)          | 2 de Agosto de 1933    | Philadelphia Athletics        | American League      | New York Yankees              | [ 53 ]  |
| Pinky Higgins                 | 6 de Agosto de 1933    | Philadelphia Athletics        | American League      | Washington Senators           | [ 54 ]  |
| Jimmie Foxx†                  | 14 de Agosto de 1933   | Philadelphia Athletics        | American League      | Cleveland Indians             | [ 55 ]  |
| Earl Averill†                 | 17 de Agosto de 1933   | Cleveland Indians             | American League      | Philadelphia Athletics        | [ 56 ]  |
| Babe Herman (3)               | 30 de Setembro de 1933 | Chicago Cubs                  | National League      | St. Louis Cardinals           | [ 57 ]  |
| Doc Cramer                    | 10 de Junho de 1934    | Philadelphia Athletics        | American League      | New York Yankees              | [ 58 ]  |
| Lou Gehrig† (1)               | 25 de Junho de 1934    | New York Yankees              | American League      | Chicago White Sox             | [ 59 ]  |
| Moose Solters                 | 19 de Agosto de 1934   | Boston Red Sox                | American League      | Detroit Tigers                | [ 60 ]  |
| Joe Medwick†                  | 29 de Junho de 1935    | St. Louis Cardinals           | National League      | Cincinnati Reds               | [ 61 ]  |
| Sam Leslie                    | 24 de Maio de 1936     | New York Giants               | National League      | Philadelphia Phillies         | [ 62 ]  |
| Gee Walker                    | 20 de Abril de 1937    | Detroit Tigers                | American League      | Cleveland Indians             | [ 63 ]  |
| Joe DiMaggio† (1)             | 9 de Julho de 1937     | New York Yankees              | American League      | Washington Senators           | [ 64 ]  |
| Lou Gehrig† (2)               | 1º de Agosto de 1937   | New York Yankees              | American League      | St. Louis Browns              | [ 65 ]  |
| Odell Hale                    | 12 de Julho de 1938    | Cleveland Indians             | American League      | Washington Senators           | [ 66 ]  |
| Sam Chapman                   | 5 de Maio de 1939      | Philadelphia Athletics        | American League      | St. Louis Browns              | [ 67 ]  |
| Charlie Gehringer*†           | 27 de Maio de 1939     | Detroit Tigers                | American League      | St. Louis Browns              | [ 68 ]  |
| Arky Vaughan† (2)             | 19 de Julho de 1939    | Pittsburgh Pirates            | National League      | New York Giants               | [ 69 ]  |
| Harry Craft                   | 8 de Junho de 1940     | Cincinnati Reds               | National League      | Brooklyn Dodgers              | [ 70 ]  |
| Harry Danning                 | 15 de Junho de 1940    | New York Giants               | National League      | Pittsburgh Pirates            | [ 71 ]  |
| Johnny Mize†                  | 13 de Julho de 1940    | St. Louis Cardinals           | National League      | New York Giants               | [ 72 ]  |
| Buddy Rosar                   | 19 de Julho de 1940    | New York Yankees              | American League      | Cleveland Indians             | [ 73 ]  |
| Joe Cronin† (2)               | 2 de Agosto de 1940    | Boston Red Sox                | American League      | Detroit Tigers                | [ 74 ]  |
| Joe Gordon†                   | 8 de Setembro de 1940  | New York Yankees              | American League      | Boston Red Sox                | [ 75 ]  |
| George McQuinn                | 19 de Julho de 1941    | St. Louis Browns              | American League      | Boston Red Sox                | [ 76 ]  |
| Leon Culberson*               | 3 de Julho de 1943     | Boston Red Sox                | American League      | Cleveland Indians             | [ 77 ]  |
| Bobby Doerr† (1)              | 17 de Maio de 1944     | Boston Red Sox                | American League      | St. Louis Browns              | [ 78 ]  |
| Bob Johnson                   | 6 de Julho de 1944     | Boston Red Sox                | American League      | Detroit Tigers                | [ 79 ]  |
| Dixie Walker                  | 2 de Setembro de 1944  | Brooklyn Dodgers              | National League      | New York Giants               | [ 80 ]  |
| Bob Elliott                   | 15 de Julho de 1945    | Pittsburgh Pirates            | National League      | Brooklyn Dodgers              | [ 81 ]  |
| Bill Salkeld                  | 4 de Agosto de 1945    | Pittsburgh Pirates            | National League      | St. Louis Cardinals           | [ 82 ]  |
| Mickey Vernon                 | 19 de Maio de 1946     | Washington Senators           | American League      | Chicago White Sox             | [ 83 ]  |
| Ted Williams†                 | 21 de Julho de 1946    | Boston Red Sox                | American League      | St. Louis Browns              | [ 84 ]  |
| Bobby Doerr† (2)              | 13 de Maio de 1947     | Boston Red Sox                | American League      | Chicago White Sox             | [ 85 ]  |
| Vic Wertz                     | 14 de Setembro de 1947 | Detroit Tigers                | American League      | Washington Senators           | [ 86 ]  |
| Joe DiMaggio† (2)             | 20 de Maio de 1948     | New York Yankees              | American League      | Chicago White Sox             | [ 87 ]  |
| Wally Westlake (1)            | 30 de Julho de 1948    | Pittsburgh Pirates            | National League      | Brooklyn Dodgers              | [ 88 ]  |
| Jackie Robinson†              | 29 de Agosto de 1948   | Brooklyn Dodgers              | National League      | St. Louis Cardinals           | [ 89 ]  |
| Wally Westlake (2)            | 14 de Junho de 1949    | Pittsburgh Pirates            | National League      | Boston Braves                 | [ 90 ]  |
| Gil Hodges                    | 25 de Junho de 1949    | Brooklyn Dodgers              | National League      | Pittsburgh Pirates            | [ 91 ]  |
| Stan Musial†                  | 24 de Julho de 1949    | St. Louis Cardinals           | National League      | Brooklyn Dodgers              | [ 92 ]  |
| George Kell†                  | 2 Junho de 1950        | Detroit Tigers                | American League      | Philadelphia Athletics        | [ 93 ]  |
| Ralph Kiner†                  | 25 de Junho de 1950    | Pittsburgh Pirates            | National League      | Brooklyn Dodgers              | [ 94 ]  |
| Roy Smalley                   | 28 de Junho de 1950    | Chicago Cubs                  | National League      | St. Louis Cardinals           | [ 95 ]  |
| Elmer Valo                    | 2 de Agosto de 1950    | Philadelphia Athletics        | American League      | Chicago White Sox             | [ 96 ]  |
| Hoot Evers                    | 7 de Setembro de 1950  | Detroit Tigers                | American League      | Cleveland Indians             | [ 97 ]  |
| Gus Bell                      | 4 de Junho de 1951     | Pittsburgh Pirates            | National League      | Philadelphia Phillies         | [ 98 ]  |
| Larry Doby†                   | 4 de Junho de 1952     | Cleveland Indians             | American League      | Boston Red Sox                | [ 99 ]  |
| Don Mueller                   | 11 de Julho de 1954    | New York Giants               | National League      | Pittsburgh Pirates            | [ 100 ] |
| Lee Walls                     | 2 de Julho de 1957     | Chicago Cubs                  | National League      | Cincinnati Redlegs            | [ 101 ] |
| Mickey Mantle†                | 23 de Julho de 1957    | New York Yankees              | American League      | Chicago White Sox             | [ 102 ] |
| Frank Robinson†               | 2 de Maio de 1959      | Cincinnati Reds               | National League      | Los Angeles Dodgers           | [ 103 ] |
| Brooks Robinson†              | 15 de Maio de 1960     | Baltimore Orioles             | American League      | Chicago White Sox             | [ 104 ] |
| Bill White                    | 14 de Agosto de 1960   | St. Louis Cardinals           | National League      | Pittsburgh Pirates            | [ 105 ] |
| Ken Boyer (1)                 | 14 de Setembro de 1961 | St. Louis Cardinals           | National League      | Chicago Cubs                  | [ 106 ] |
| Lou Clinton                   | 13 de Julho de 1962    | Boston Red Sox                | American League      | Kansas City Athletics         | [ 107 ] |
| Johnny Callison               | 27 de Junho de 1963    | Philadelphia Phillies         | National League      | Pittsburgh Pirates            | [ 108 ] |
| Jim Hickman*                  | 7 de Agosto de 1963    | New York Mets                 | National League      | St. Louis Cardinals           | [ 109 ] |
| Jim King                      | 26 de Maio de 1964     | Washington Senators           | American League      | Boston Red Sox                | [ 110 ] |
| Ken Boyer (2)                 | 16 de Junho de 1964    | St. Louis Cardinals           | National League      | Houston Colt .45s             | [ 111 ] |
| Willie Stargell†              | 22 de Julho de 1964    | Pittsburgh Pirates            | National League      | St. Louis Cardinals           | [ 112 ] |
| Jim Fregosi (1)               | 28 de Julho de 1964    | Los Angeles Angels            | American League      | New York Yankees              | [ 113 ] |
| Carl Yastrzemski†             | 14 de Maio de 1965     | Boston Red Sox                | American League      | Detroit Tigers                | [ 114 ] |
| Billy Williams*Predefinição:† | 17 de Julho de 1966    | Chicago Cubs                  | National League      | St. Louis Cardinals           | [ 115 ] |
| Randy Hundley                 | 11 de Agosto de 1966   | Chicago Cubs                  | National League      | Houston Astros                | [ 116 ] |
| Jim Fregosi (2)               | 20 de Maio de 1968     | California Angels             | American League      | Boston Red Sox                | [ 117 ] |
| Wes Parker                    | 7 de Maio de 1970      | Los Angeles Dodgers           | National League      | New York Mets                 | [ 118 ] |
| Rod Carew†                    | 20 de Maio de 1970     | Minnesota Twins               | American League      | Kansas City Royals            | [ 119 ] |
| Tony Horton                   | 2 de Julho de 1970     | Cleveland Indians             | American League      | Baltimore Orioles             | [ 120 ] |
| Tommie Agee                   | 6 de Julho de 1970     | New York Mets                 | National League      | St. Louis Cardinals           | [ 121 ] |
| Jim Ray Hart                  | 8 de Julho de 1970     | San Francisco Giants          | National League      | Atlanta Braves                | [ 122 ] |
| Freddie Patek                 | 9 de Julho de 1971     | Kansas City Royals            | American League      | Minnesota Twins               | [ 123 ] |
| Dave Kingman                  | 16 de Abril de 1972    | San Francisco Giants          | National League      | Houston Astros                | [ 124 ] |
| César Cedeño (1)              | 2 de Agosto de 1972    | Houston Astros                | National League      | Cincinnati Reds               | [ 125 ] |
| Bobby Murcer                  | 29 de Agosto de 1972   | New York Yankees              | American League      | Texas Rangers                 | [ 126 ] |
| César Tovar                   | 19 de Setembro de 1972 | Minnesota Twins               | American League      | Texas Rangers                 | [ 127 ] |
| Joe Torre                     | 27 de Junho de 1973    | St. Louis Cardinals           | National League      | Pittsburgh Pirates            | [ 128 ] |
| Richie Zisk                   | 9 de Junho de 1974     | Pittsburgh Pirates            | National League      | San Francisco Giants          | [ 129 ] |
| Lou Brock†                    | 27 de Maio de 1975     | St. Louis Cardinals           | National League      | San Diego Padres              | [ 130 ] |
| Tim Foli*                     | 22 de Abril de 1976    | Montreal Expos                | National League      | Chicago Cubs                  | [ 131 ] |
| Larry Hisle                   | 4 de Junho de 1976     | Minnesota Twins               | American League      | Baltimore Orioles             | [ 132 ] |
| Mike Phillips                 | 25 de Junho de 1976    | New York Mets                 | National League      | Chicago Cubs                  | [ 133 ] |
| Lyman Bostock                 | 24 de Julho de 1976    | Minnesota Twins               | American League      | Chicago White Sox             | [ 134 ] |
| César Cedeño (2)              | 9 de Agosto de 1976    | Houston Astros                | National League      | St. Louis Cardinals           | [ 135 ] |
| Mike Hegan                    | 3 de Setembro de 1976  | Milwaukee Brewers             | American League      | Detroit Tigers                | [ 136 ] |
| Bob Watson (1)                | 24 de Junho de 1977    | Houston Astros                | National League      | San Francisco Giants          | [ 137 ] |
| John Mayberry                 | 5 de Agosto de 1977    | Kansas City Royals            | American League      | Chicago White Sox             | [ 138 ] |
| Jack Brohamer                 | 24 de Setembro de 1977 | Chicago White Sox             | American League      | Seattle Mariners              | [ 139 ] |
| Andre Thornton                | 22 de Abril de 1978    | Cleveland Indians             | American League      | Boston Red Sox                | [ 140 ] |
| Chris Speier (1)              | 20 de Julho de 1978    | Montreal Expos                | National League      | Atlanta Braves                | [ 141 ] |
| Mike Cubbage                  | 27 de Julho de 1978    | Minnesota Twins               | American League      | Toronto Blue Jays             | [ 142 ] |
| George Brett† (1)             | 28 de Maio de 1979     | Kansas City Royals            | American League      | Baltimore Orioles             | [ 143 ] |
| Dan Ford                      | 10 de Agosto de 1979   | California Angels             | American League      | Seattle Mariners              | [ 144 ] |
| Bob Watson* (2)               | 15 de Setembro de 1979 | Boston Red Sox                | American League      | Baltimore Orioles             | [ 145 ] |
| Frank White (1)               | 26 de Setembro de 1979 | Kansas City Royals            | American League      | California Angels             | [ 146 ] |
| Iván DeJesús                  | 22 de Abril de 1980    | Chicago Cubs                  | National League      | St. Louis Cardinals           | [ 147 ] |
| Fred Lynn                     | 13 de Maio de 1980     | Boston Red Sox                | American League      | Minnesota Twins               | [ 148 ] |
| Mike Easler                   | 12 de Junho de 1980    | Pittsburgh Pirates            | National League      | Cincinnati Reds               | [ 149 ] |
| Gary Ward                     | 18 de Setembro de 1980 | Minnesota Twins               | American League      | Milwaukee Brewers             | [ 150 ] |
| Charlie Moore                 | 1º de outubro de 1980  | Milwaukee Brewers             | American League      | California Angels             | [ 151 ] |
| Frank White (2)               | 3 de Agosto de 1982    | Kansas City Royals            | American League      | Detroit Tigers                | [ 152 ] |
| Cal Ripken, Jr.†              | 6 de Maio de 1984      | Baltimore Orioles             | American League      | Texas Rangers                 | [ 153 ] |
| Carlton Fisk†                 | 16 de Maio de 1984     | Chicago White Sox             | American League      | Kansas City Royals            | [ 154 ] |
| Willie McGee                  | 23 de Junho de 1984    | St. Louis Cardinals           | National League      | Chicago Cubs                  | [ 155 ] |
| Dwight Evans                  | 28 de Junho de 1984    | Boston Red Sox                | American League      | Seattle Mariners              | [ 156 ] |
| Jeffrey Leonard               | 27 de Junho de 1985    | San Francisco Giants          | National League      | Cincinnati Reds               | [ 157 ] |
| Keith Hernandez               | 4 de Julho de 1985     | New York Mets                 | National League      | Atlanta Braves                | [ 158 ] |
| Oddibe McDowell               | 23 de Julho de 1985    | Texas Rangers                 | American League      | Cleveland Indians             | [ 159 ] |
| Rich Gedman                   | 18 de Setembro de 1985 | Boston Red Sox                | American League      | Toronto Blue Jays             | [ 160 ] |
| Tony Phillips                 | 16 de Maio de 1986     | Oakland Athletics             | American League      | Baltimore Orioles             | [ 161 ] |
| Kirby Puckett†                | 1º de Agosto de 1986   | Minnesota Twins               | American League      | Oakland Athletics             | [ 162 ] |
| Andre Dawson†                 | 29 de Abril de 1987    | Chicago Cubs                  | National League      | San Francisco Giants          | [ 163 ] |
| Candy Maldonado               | 4 de Maio de 1987      | San Francisco Giants          | National League      | St. Louis Cardinals           | [ 164 ] |
| Tim Raines                    | 16 de Agosto de 1987   | Montreal Expos                | National League      | Pittsburgh Pirates            | [ 165 ] |
| Albert Hall                   | 23 de Setembro de 1987 | Atlanta Braves                | National League      | Houston Astros                | [ 166 ] |
| Robin Yount†                  | 12 de Junho de 1988    | Milwaukee Brewers             | American League      | Chicago White Sox             | [ 167 ] |
| Chris Speier (2)              | 9 de Julho de 1988     | San Francisco Giants          | National League      | St. Louis Cardinals           | [ 168 ] |
| Mike Greenwell                | 14 de Setembro de 1988 | Boston Red Sox                | American League      | Baltimore Orioles             | [ 169 ] |
| Kelly Gruber                  | 16 de Abril de 1989    | Toronto Blue Jays             | American League      | Kansas City Royals            | [ 170 ] |
| Eric Davis                    | 2 de Junho de 1989     | Cincinnati Reds               | National League      | San Diego Padres              | [ 171 ] |
| Kevin McReynolds              | 1º de Agosto de 1989   | New York Mets                 | National League      | St. Louis Cardinals           | [ 172 ] |
| Gary Redus                    | 25 de Agosto de 1989   | Pittsburgh Pirates            | National League      | Cincinnati Reds               | [ 173 ] |
| George Brett† (2)             | 25 de Julho de 1990    | Kansas City Royals            | American League      | Toronto Blue Jays             | [ 174 ] |
| Robby Thompson                | 22 de Abril de 1991    | San Francisco Giants          | National League      | San Diego Padres              | [ 175 ] |
| Paul Molitor†                 | 15 de Maio de 1991     | Milwaukee Brewers             | American League      | Minnesota Twins               | [ 176 ] |
| Dave Winfield†                | 24 de Junho de 1991    | California Angels             | American League      | Kansas City Royals            | [ 177 ] |
| Ray Lankford                  | 15 de Setembro de 1991 | St. Louis Cardinals           | National League      | New York Mets                 | [ 178 ] |
| Andújar Cedeño                | 25 de Agosto de 1992   | Houston Astros                | National League      | St. Louis Cardinals           | [ 179 ] |
| Mark Grace                    | 9 de Maio de 1993      | Chicago Cubs                  | National League      | San Diego Padres              | [ 180 ] |
| Jay Buhner                    | 23 de Junho de 1993    | Seattle Mariners              | American League      | Oakland Athletics             | [ 181 ] |
| Travis Fryman                 | 28 de Julho de 1993    | Detroit Tigers                | American League      | New York Yankees              | [ 182 ] |
| Scott Cooper                  | 12 de Abril de 1994    | Boston Red Sox                | American League      | Kansas City Royals            | [ 183 ] |
| Rondell White                 | 11 de Junho de 1995    | Montreal Expos                | National League      | San Francisco Giants          | [ 184 ] |
| Gregg Jefferies               | 25 de Agosto de 1995   | Philadelphia Phillies         | National League      | Los Angeles Dodgers           | [ 185 ] |
| Tony Fernández                | 3 de Setembro de 1995  | New York Yankees              | American League      | Oakland Athletics             | [ 186 ] |
| John Mabry*                   | 18 de Maio de 1996     | St. Louis Cardinals           | National League      | Colorado Rockies              | [ 187 ] |
| John Valentin                 | 6 de Junho de 1996     | Boston Red Sox                | American League      | Chicago White Sox             | [ 188 ] |
| Alex Ochoa                    | 3 de Julho de 1996     | New York Mets                 | National League      | Philadelphia Phillies         | [ 189 ] |
| Alex Rodriguez                | 5 de Junho de 1997     | Seattle Mariners              | American League      | Detroit Tigers                | [ 190 ] |
| John Olerud (1)               | 11 de Setembro de 1997 | New York Mets                 | National League      | Montreal Expos                | [ 191 ] |
| Mike Blowers                  | 18 de Maio de 1998     | Oakland Athletics             | American League      | Chicago White Sox             | [ 192 ] |
| Dante Bichette                | 10 de Junho de 1998    | Colorado Rockies              | Interleague play     | Texas Rangers                 | [ 193 ] |
| Neifi Pérez                   | 25 de Julho de 1998    | Colorado Rockies              | National League      | St. Louis Cardinals           | [ 194 ] |
| Jeff Kent                     | 3 de Maio de 1999      | San Francisco Giants          | National League      | Pittsburgh Pirates            | [ 195 ] |
| Todd Helton                   | 19 de Junho de 1999    | Colorado Rockies              | National League      | Florida Marlins               | [ 196 ] |
| Chris Singleton               | 6 de Julho de 1999     | Chicago White Sox             | American League      | Kansas City Royals            | [ 197 ] |
| José Valentín*                | 27 de Abril de 2000    | Chicago White Sox             | American League      | Baltimore Orioles             | [ 198 ] |
| Jason Kendall                 | 19 de Maio de 2000     | Pittsburgh Pirates            | National League      | St. Louis Cardinals           | [ 199 ] |
| Mike Lansing                  | 18 de Junho de 2000    | Colorado Rockies              | National League      | Arizona Diamondbacks          | [ 200 ] |
| Eric Chavez                   | 21 de Junho de 2000    | Oakland Athletics             | American League      | Baltimore Orioles             | [ 201 ] |
| Luis Gonzalez                 | 5 de Julho de 2000     | Arizona Diamondbacks          | National League      | Houston Astros                | [ 202 ] |
| Damion Easley                 | 8 de Junho de 2001     | Detroit Tigers                | Interleague play     | Milwaukee Brewers             | [ 203 ] |
| John Olerud (2)               | 16 de Junho de 2001    | Seattle Mariners              | Interleague play     | San Diego Padres              | [ 204 ] |
| Jeff Bagwell                  | 18 de Julho de 2001    | Houston Astros                | National League      | St. Louis Cardinals           | [ 205 ] |
| Jeff Frye                     | 17 de Agosto de 2001   | Toronto Blue Jays             | American League      | Texas Rangers                 | [ 206 ] |
| Miguel Tejada                 | 29 de Setembro de 2001 | Oakland Athletics             | American League      | Seattle Mariners              | [ 207 ] |
| Craig Biggio                  | 8 de Abril de 2002     | Houston Astros                | National League      | Colorado Rockies              | [ 208 ] |
| Greg Colbrunn                 | 18 de Setembro de 2002 | Arizona Diamondbacks          | National League      | San Diego Padres              | [ 209 ] |
| Brad Wilkerson (1)            | 24 de Junho de 2003    | Montreal Expos                | National League      | Pittsburgh Pirates            | [ 210 ] |
| Eric Byrnes                   | 29 de Junho de 2003    | Oakland Athletics             | Interleague play     | San Francisco Giants          | [ 211 ] |
| Travis Hafner                 | 14 de Agosto de 2003   | Cleveland Indians             | American League      | Minnesota Twins               | [ 212 ] |
| Vladimir Guerrero             | 14 de Setembro de 2003 | Montreal Expos                | National League      | New York Mets                 | [ 213 ] |
| Chad Moeller                  | 27 de Abril de 2004    | Milwaukee Brewers             | National League      | Cincinnati Reds               | [ 214 ] |
| Daryle Ward                   | 26 de Maio de 2004     | Pittsburgh Pirates            | National League      | St. Louis Cardinals           | [ 215 ] |
| David Bell                    | 28 de Junho de 2004    | Philadelphia Phillies         | National League      | Montreal Expos                | [ 216 ] |
| Eric Valent                   | 29 de Julho de 2004    | New York Mets                 | National League      | Montreal Expos                | [ 217 ] |
| Mark Teixeira                 | 17 de Agosto de 2004   | Texas Rangers                 | American League      | Cleveland Indians             | [ 218 ] |
| Jeff DaVanon                  | 25 de Agosto de 2004   | Anaheim Angels                | American League      | Kansas City Royals            | [ 219 ] |
| Brad Wilkerson (2)            | 16 de Abril de 2005    | Washington Nationals          | National League      | Philadelphia Phillies         | [ 220 ] |
| Mark Grudzielanek             | 27 de Abril de 2005    | St. Louis Cardinals           | National League      | Milwaukee Brewers             | [ 221 ] |
| Randy Winn                    | 15 de Agosto de 2005   | San Francisco Giants          | National League      | Cincinnati Reds               | [ 222 ] |
| José Reyes                    | 21 de Junho de 2006    | New York Mets                 | National League      | Cincinnati Reds               | [ 223 ] |
| Luke Scott*                   | 28 de Julho de 2006    | Houston Astros                | National League      | Arizona Diamondbacks          | [ 224 ] |
| Carlos Guillén                | 1º de Agosto de 2006   | Detroit Tigers                | American League      | Tampa Bay Devil Rays          | [ 225 ] |
| Gary Matthews, Jr.*           | 13 de Setembro de 2006 | Texas Rangers                 | American League      | Detroit Tigers                | [ 226 ] |
| Chone Figgins                 | 16 de Setembro de 2006 | Los Angeles Angels of Anaheim | American League      | Texas Rangers                 | [ 227 ] |
| Fred Lewis                    | 13 de Maio de 2007     | San Francisco Giants          | National League      | Colorado Rockies              | [ 228 ] |
| Mark Ellis                    | 4 de Junho de 2007     | Oakland Athletics             | American League      | Boston Red Sox                | [ 229 ] |
| Aubrey Huff                   | 29 de Junho de 2007    | Baltimore Orioles             | American League      | Los Angeles Angels of Anaheim | [ 230 ] |
| Carlos Gómez                  | 7 de Maio de 2008      | Minnesota Twins               | American League      | Chicago White Sox             | [ 231 ] |
| Mark Kotsay                   | 14 de Agosto de 2008   | Atlanta Braves                | National League      | Chicago Cubs                  | [ 232 ] |
| Cristian Guzmán               | 28 de Agosto de 2008   | Washington Nationals          | National League      | Los Angeles Dodgers           | [ 233 ] |
| Stephen Drew                  | 1º de Setembro de 2008 | Arizona Diamondbacks          | National League      | St. Louis Cardinals           | [ 234 ] |
| Adrián Beltré (1)             | 1º de Setembro de 2008 | Seattle Mariners              | American League      | Texas Rangers                 | [ 235 ] |
| Orlando Hudson                | 13 de Abril de 2009    | Los Angeles Dodgers           | National League      | San Francisco Giants          | [ 236 ] |
| Ian Kinsler                   | 15 de Abril de 2009    | Texas Rangers                 | American League      | Baltimore Orioles             | [ 237 ] |
| Jason Kubel                   | 17 de Abril de 2009    | Minnesota Twins               | American League      | Los Angeles Angels of Anaheim | [ 238 ] |
| Michael Cuddyer (1)           | 22 de Maio de 2009     | Minnesota Twins               | Interleague play     | Milwaukee Brewers             | [ 239 ] |
| Melky Cabrera                 | 2 de Agosto de 2009    | New York Yankees              | American League      | Chicago White Sox             | [ 240 ] |
| Troy Tulowitzki               | 10 de Agosto de 2009   | Colorado Rockies              | National League      | Chicago Cubs                  | [ 241 ] |
| Félix Pie                     | 14 de Agosto de 2009   | Baltimore Orioles             | American League      | Los Angeles Angels of Anaheim | [ 242 ] |
| B. J. Upton                   | 2 de Outubro de 2009   | Tampa Bay Rays                | American League      | New York Yankees              | [ 243 ] |
| Jody Gerut                    | 8 de Maio de 2010      | Milwaukee Brewers             | National League      | Arizona Diamondbacks          | [ 244 ] |
| Bengie Molina                 | 16 de Julho de 2010    | Texas Rangers                 | American League      | Boston Red Sox                | [ 245 ] |
| Kelly Johnson                 | 23 de Julho de 2010    | Arizona Diamondbacks          | National League      | San Francisco Giants          | [ 246 ] |
| Carlos González               | 31 de Julho de 2010    | Colorado Rockies              | National League      | Chicago Cubs                  | [ 247 ] |
| George Kottaras               | 3 de Setembro de 2011  | Milwaukee Brewers             | National League      | Houston Astros                | [ 248 ] |
| Pablo Sandoval                | 15 de Setembro de 2011 | San Francisco Giants          | National League      | Colorado Rockies              | [ 249 ] |
| Scott Hairston                | 27 de Abril de 2012    | New York Mets                 | National League      | Colorado Rockies              | [ 250 ] |
| Aaron Hill (1)                | 18 de Junho de 2012    | Arizona Diamondbacks          | Interleague play     | Seattle Mariners              | [ 251 ] |
| Aaron Hill (2)                | 29 de Junho de 2012    | Arizona Diamondbacks          | National League      | Milwaukee Brewers             | [ 252 ] |
| Adrián Beltré (2)             | 24 de Agosto de 2012   | Texas Rangers                 | American League      | Minnesota Twins               | [ 253 ] |
| Mike Trout                    | 21 de Maio de 2013     | Los Angeles Angels of Anaheim | American League      | Seattle Mariners              | [ 254 ] |
| Brandon Barnes                | 19 de Julho de 2013    | Houston Astros                | American League      | Seattle Mariners              | [ 255 ] |
| Alex Ríos                     | 23 de Setembro de 2013 | Texas Rangers                 | American League      | Houston Astros                | [ 256 ] |
| Michael Cuddyer (2)           | 17 de Agosto de 2014   | Colorado Rockies              | National League      | Cincinnati Reds               | [ 257 ] |
| Brock Holt (1)                | 16 de Junho de 2015    | Boston Red Sox                | Interleague play     | Atlanta Braves                | [ 258 ] |
| Shin-Soo Choo                 | 21 de Julho de 2015    | Texas Rangers                 | Interleague play     | Colorado Rockies              | [ 259 ] |
| Adrián Beltré (3)             | 3 de Agosto de 2015    | Texas Rangers                 | American League      | Houston Astros                | [ 260 ] |
| Matt Kemp                     | 14 de Agosto de 2015   | San Diego Padres              | National League      | Colorado Rockies              | [ 261 ] |
| Freddie Freeman               | 15 de Junho de 2016    | Atlanta Braves                | National League      | Cincinnati Reds               | [ 262 ] |
| Rajai Davis                   | 2 de julho de 2016     | Cleveland Indians             | American League      | Toronto Blue Jays             | [ 263 ] |
| John Jaso                     | 28 de setembro de 2016 | Pittsburgh Pirates            | National League      | Chicago Cubs                  | [ 264 ] |
| Will Myers                    | 10 de abril de 2017    | San Diego Padres              | National League      | Colorado Rockies              | [ 265 ] |
| Trea Turner                   | 25 de abril de 2017    | Washington Nationals          | National League      | Colorado Rockies              | [ 266 ] |
| Carlos Gómez (2)              | 29 de abril de 2017    | Texas Rangers                 | American League      | Los Angeles Angels            | [ 267 ] |
| Nolan Arenado                 | 18 de junho de 2017    | Colorado Rockies              | National League      | San Francisco Giants          | [ 268 ] |
| Evan Longoria                 | 1º de agosto de 2017   | Tampa Bay Rays                | American League      | Houston Astros                | [ 269 ] |
| José Abreu                    | 9 de setembro de 2017  | Chicago White Sox             | American League      | San Francisco Giants          | [ 270 ] |
| Mookie Betts                  | 9 de agosto de 2018    | Boston Red Sox                | American League      | Toronto Blue Jays             | [ 271 ] |
| Christian Yelich (1)          | 29 de agosto de 2018   | Milwaukee Brewers             | National League      | Cincinnati Reds               | [ 272 ] |
| Christian Yelich (2)          | 17 de setembro de 2018 | Milwaukee Brewers             | National League      | Cincinnati Reds               | [ 273 ] |
| Charlie Blackmon              | 30 de setembro de 2018 | Colorado Rockies              | National League      | Washington Nationals          | [ 274 ] |
| Brock Holt (2)                | 8 de outubro de 2018   | Boston Red Sox                | American League      | New York Yankees              | [ 275 ] |
| Jorge Polanco‡                | 5 de abril de 2019     | Minnesota Twins               | American League      | Philadelphia Phillies         | [ 276 ] |
| Shohei Ohtani‡                | 13 de junho de 2019    | Los Angeles Angels            | American League      | Tampa Bay Rays                | [ 277 ] |
| Jake Bauers‡                  | 14 de junho de 2019    | Cleveland Indians             | American League      | Detroit Tigers                | [ 278 ] |
| Trea Turner‡ (2)              | 23 de julho de 2019    | Washington Nationals          | National League      | Colorado Rockies              | [ 279 ] |
| Jonathan Villar‡              | 5 de agosto de 2019    | Baltimore Orioles             | American League      | New York Yankees              | [ 280 ] |
| Cavan Biggio‡                 | 17 de setembro de 2019 | Toronto Blue Jays             | American League      | Baltimore Orioles             | [ 281 ] |

## Ciclos por franquia
- Texto itálico indica o nome atual de uma franquia da Major League Baseball (MLB); nomes não em itálico indicam ou times extintos ou cujos nomes foram extintos. Times listados são apenas das ligas maiores. Na tabela, o número inicial é de ciclos rebatidos e o segundo de ciclos sofridos.

| Franquia | Data de atividde | Ciclos rebatidos | Ciclos sofridos |
| --- | ---------------- | ---------------- | --------------- |
| Allegheny (AA) / Pittsburgh Alleghenys / Pittsburgh Innocents / Pittsburg Pirates / Pittsburgh Pirates                                    | 1882–presente    | 24               | 19              |
| Boston Americans / Boston Red Sox | 1901–presente    | 23               | 12              |
| New York Gothams / New York Giants / San Francisco Giants                                                                                 | 1883–presente    | 23               | 16              |
| St. Louis Brown Stockings (AA) / St. Louis Perfectos / St. Louis Cardinals                                                                | 1882–presente    | 19               | 24              |
| Philadelphia Athletics / Kansas City Athletics / Oakland Athletics                                                                        | 1901–presente    | 17               | 8               |
| Baltimore Orioles (1901–1902) / New York Highlanders / New York Yankees                                                                   | 1901–presente    | 15               | 11              |
| Washington Senators (1901–1960) / Minnesota Twins                                                                                         | 1901–presente    | 15               | 13              |
| Chicago White Stockings / Chicago Colts / Chicago Orphans / Chicago Cubs                                                                  | 1876–presente    | 11               | 13              |
| New York Mets | 1962–presente    | 10               | 3               |
| Montreal Expos / Washington Nationals | 1969–presente    | 10               | 4               |
| Washington Senators (1961–1972) / Texas Rangers                                                                                           | 1961–presente    | 10               | 7               |
| Detroit Tigers | 1901–presente    | 10               | 12              |
| Brooklyn Atlantics / Brooklyn Grays / Brooklyn Bridegrooms / Brooklyn Superbas / Brooklyn Robins / Brooklyn Dodgers / Los Angeles Dodgers | 1883–presente    | 10               | 14              |
| Milwaukee Brewers (1901) / St. Louis Browns / Baltimore Orioles                                                                           | 1901–presente    | 10               | 17              |
| Colorado Rockies | 1993–presente    | 9                | 10              |
| Cleveland Bluebirds / Cleveland Bronchos / Cleveland Naps / Cleveland Indians                                                             | 1901–presente    | 9                | 10              |
| Cincinnati Red Stockings (AA) / Cincinnati Redlegs / Cincinnati Reds                                                                      | 1882–presente    | 9                | 19              |
| Los Angeles Angels / California Angels / Anaheim Angels / Los Angeles Angels of Anaheim                                                   | 1961–presente    | 8                | 6               |
| Houston Colt .45s / Houston Astros | 1962–presente    | 8                | 9               |
| Philadelphia Quakers / Philadelphia Phillies                                                                                              | 1883–presente    | 8                | 17              |
| Seattle Pilots / Milwaukee Brewers | 1969–presente    | 7                | 5               |
| Boston Red Caps / Boston Beaneaters / Boston Doves / Boston Rustlers / Boston Bees / Boston Braves / Milwaukee Braves / Atlanta Braves    | 1876–presente    | 7                | 9               |
| Arizona Diamondbacks | 1998–presente    | 6                | 3               |
| Kansas City Royals | 1969–presente    | 6                | 7               |
| Chicago White Sox | 1901–presente    | 6                | 17              |
| Philadelphia Athletics (AA) | 1882–1890        | 4                | 2               |
| Seattle Mariners | 1977–presente    | 4                | 7               |
| Washington Senators (1891-99) | 1891–1899        | 3                | 1               |
| Detroit Wolverines | 1881–1888        | 3                | 2               |
| Louisville Eclipse / Louisville Colonels (AA/NL)                                                                                          | 1882–1891        | 3                | 5               |
| Toronto Blue Jays | 1977–presente    | 3                | 5               |
| Buffalo Bisons (NL) | 1879–1885        | 2                | 0               |
| St. Louis Maroons / Indianapolis Hoosiers                                                                                                 | 1884–1889        | 2                | 0               |
| New York Metropolitans | 1883–1887        | 2                | 1               |
| Tampa Bay Devil Rays / Tampa Bay Rays | 1998–presente    | 2                | 2               |
| San Diego Padres | 1969–presente    | 2                | 6               |
| Brooklyn Gladiators | 1890             | 1                | 0               |
| Kansas City Cowboys | 1888–1889        | 1                | 0               |
| Milwaukee Brewers (AA) | 1891             | 1                | 0               |
| New York Giants (PL) | 1890             | 1                | 0               |
| Pittsburgh Rebels | 1914–1915        | 1                | 0               |
| Toledo Maumees | 1890             | 1                | 0               |
| Cleveland Forest Citys / Cleveland Blues (AA) / Cleveland Spiders                                                                         | 1887–1899        | 1                | 2               |
| Buffalo Bisons (PL) | 1890             | 0                | 1               |
| Cleveland Blues (NL) | 1879–1884        | 0                | 1               |
| Florida Marlins / Miami Marlins | 1993–presente    | 0                | 1               |
| Kansas City Packers | 1914–1915        | 0                | 1               |
| Providence Grays | 1878–1885        | 0                | 1               |
| Syracuse Stars | 1890             | 0                | 2               |
| Baltimore Orioles (1882–1899) | 1882–1899        | 0                | 3               |